# NGC 2758

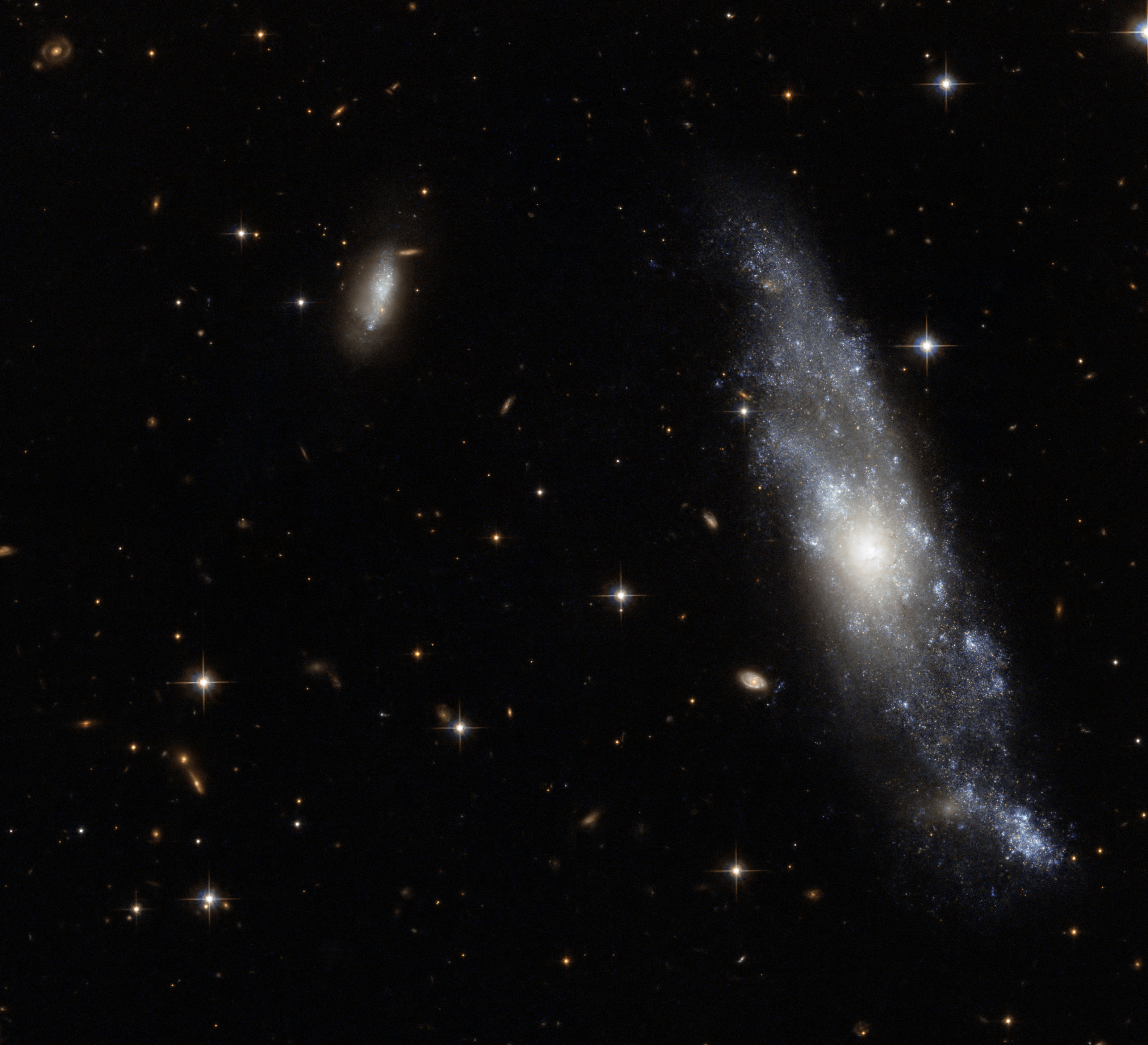
NGC 2758 par le télescope spatial Hubble. On ne voit pas de barre sur cette photo.

NGC 2758 est une galaxie spirale située dans la constellation de l'Hydre. NGC 2758 a été découverte par l'astronome américain Frank Müller en 1886.

## Caractéristiques
La classe de luminosité de NGC 2758 est II-III et elle présente une large raie HI. De plus, elle renferme des régions d'hydrogène ionisé.

### Distance
Sa vitesse par rapport au fond diffus cosmologique est de 2 271 ± 22 km/s, ce qui correspond à une distance de Hubble de 33,5 ± 2,4 Mpc (∼109 millions d'al).
À ce jour, une dizaine de mesures non basées sur le décalage vers le rouge (redshift) donnent une distance de 29,400 ± 5,512 Mpc (∼95,9 millions d'al), ce qui est à l'intérieur des valeurs de la distance de Hubble. Notons cependant que c'est avec la valeur moyenne des mesures indépendantes, lorsqu'elles existent, que la base de données NASA/IPAC calcule le diamètre d'une galaxie et qu'en conséquence le diamètre de NGC 2758 pourrait être d'environ 29,9 kpc (∼97 500 al) si on utilisait la distance de Hubble pour le calculer.

### Classification
Elle est classée comme une spirale barrée sur plusieurs sites, mais la photo prise par le télescope spatial Hubble ne montre pas la présence d'une barre.